# Ceramica di Albissola
La ceramica di Albissola fu prodotta nel territorio delle Albisole, cioè degli attuali comuni di Albisola Superiore e di Albissola Marina.

## Storia

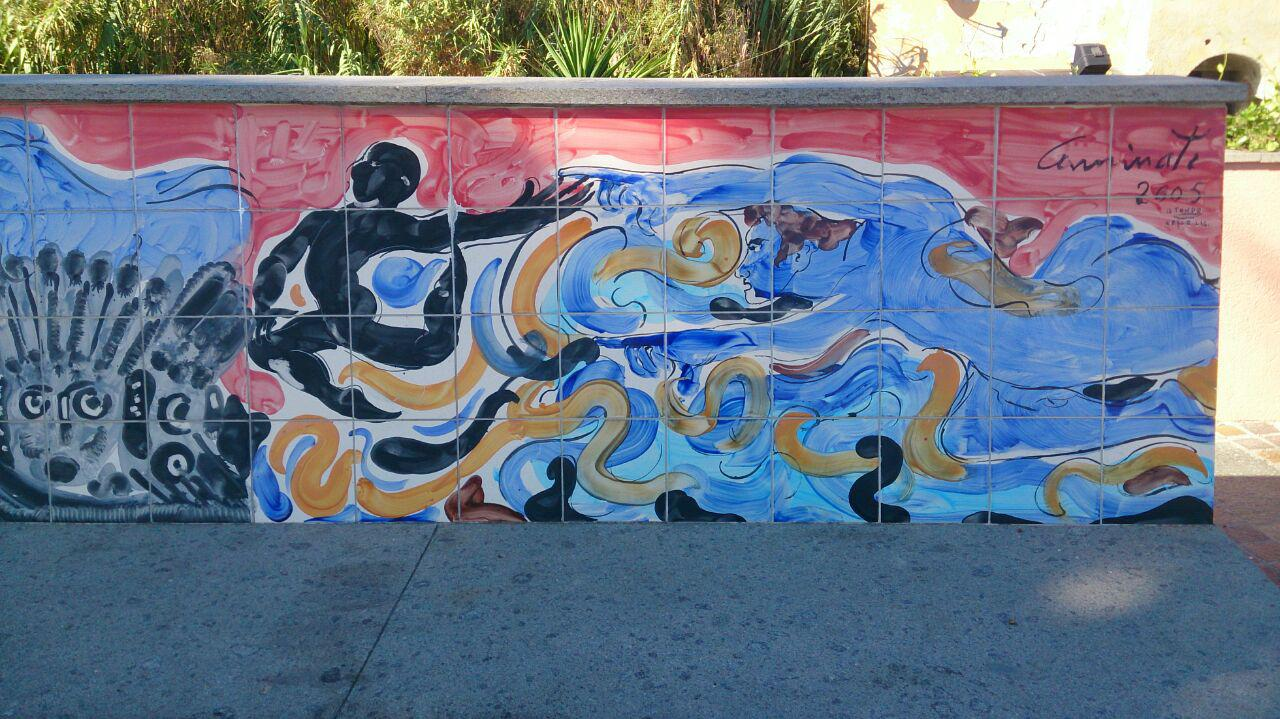
Ceramica nella passeggiata di Albisola

La lavorazione dell'argilla in Albissola è antica di migliaia di anni. Già in epoca Romana nel territorio vi erano fornaci che producevano mattoni ed anfore, utilizzate per il trasporto di vino, olio e cereali.
I primi a produrre ceramica sarebbero stati i monaci del monastero di San Benedetto di Colonega di Albissola Marina, già priorato dipendente dall'Abbazia di Santa Giustina di Sezzè (Sezzadio) (AL).
All'inizio del Quattrocento ad Albissola ebbe inizio l'artigianato della ceramica. Dalla spiaggia si cavavano argilla rossa e terra bianca, ottime per confezionare il biscotto. Si producevano soprattutto stoviglie. Le tecniche di lavorazione erano l'ingobbio e il grafito. Si realizzavano anche maioliche, cioè ceramiche decorate su smalto. Nel Cinquecento iniziò la produzione di piastrelle da rivestimento (dette laggioni) e di maioliche a berettino, decorate con motivi in un azzurro carico, simili a quelli tipici degli azulejo portoghesi e spagnoli. Si fabbricavano anche oggetti smaltati di bianco e poi decorati con figure stilizzate in blu. Nel 1569 tredici erano le fornaci nella zona di Marina Albissola e nel 1612  un mulino macinava i colori, a Ellera, oggi rimasta una frazione. Le fornaci arrivarono a ventitré nel 1640.
I decori prescelti erano paesaggi marini, con rocce fiori e animali, con barche e velieri. Altri decori si ispiravano alla mitologia classica e ad episodi della Bibbia. Ogni famiglia di ceramisti adottò un suo marchio: i Grosso usavano la lanterna di Genova, i Corrado la corona, gli ordini religiosi chiedevano ceramiche marcate con figure di santi o con stemmi. Esemplari di questa epoca si conservano al Museo diocesano di Albenga. Tra la fine del XVI secolo e i primi decenni del successivo, alcune famiglie di maiolicari di Albissola si trasferirono a Pavia, contruibuendo così allo sviluppo della Maiolica di Pavia.

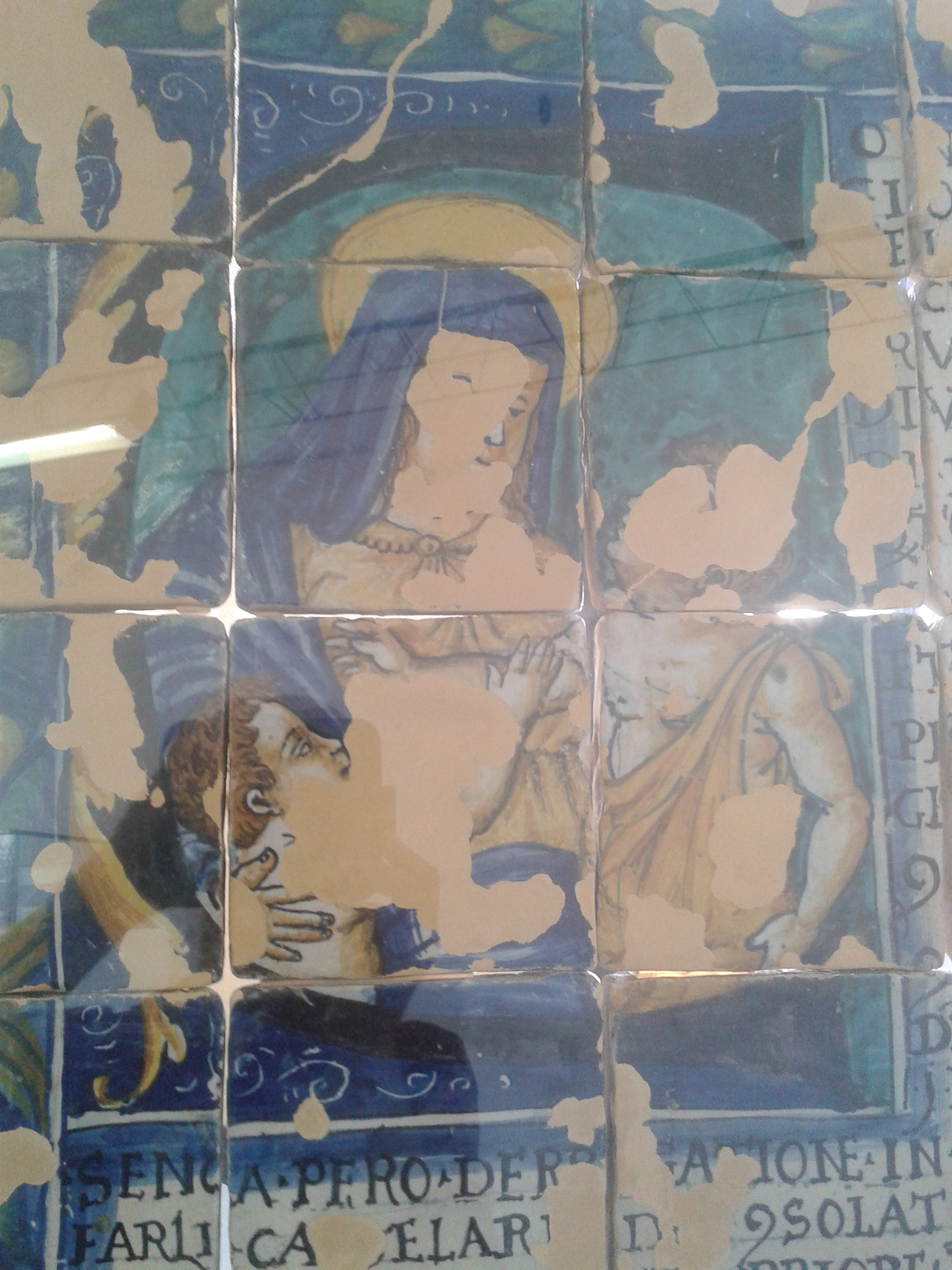
Capitoli dei pacificatori di Sciaccarama - Museo della Ceramica di Albisola Superiore

Nel Settecento il colore azzurro gradatamente venne abbandonato e la produzione si limitava a boccali, a brocche, cioè a terrecotte semplici. Esemplari di questa tipologia sono al Museo Trucco di Albisola Superiore: si tratta di ceramiche graffite, conventuali, di ingobbiati, comunque di prodotti semplici e popolari. Andrea Levantino ebbe il merito di rinnovare la produzione, grazie all'uso del nuovo colore rosa manganese.
Nell'Ottocento Bartolomeo Seirullo introdusse il colore bruno chiaro. Si produceva anche una terracotta economica, a smalto bruno e decorata con strisce o con macchie scure. Queste semplici stoviglie erano anche esportate oltre Oceano. All'inizio dell'Ottocento entrò in produzione la terraglia nera e a metà del secolo fece la sua comparsa il pentolame da fuoco, prodotto esclusivamente da grandi fabbriche di ceramica.

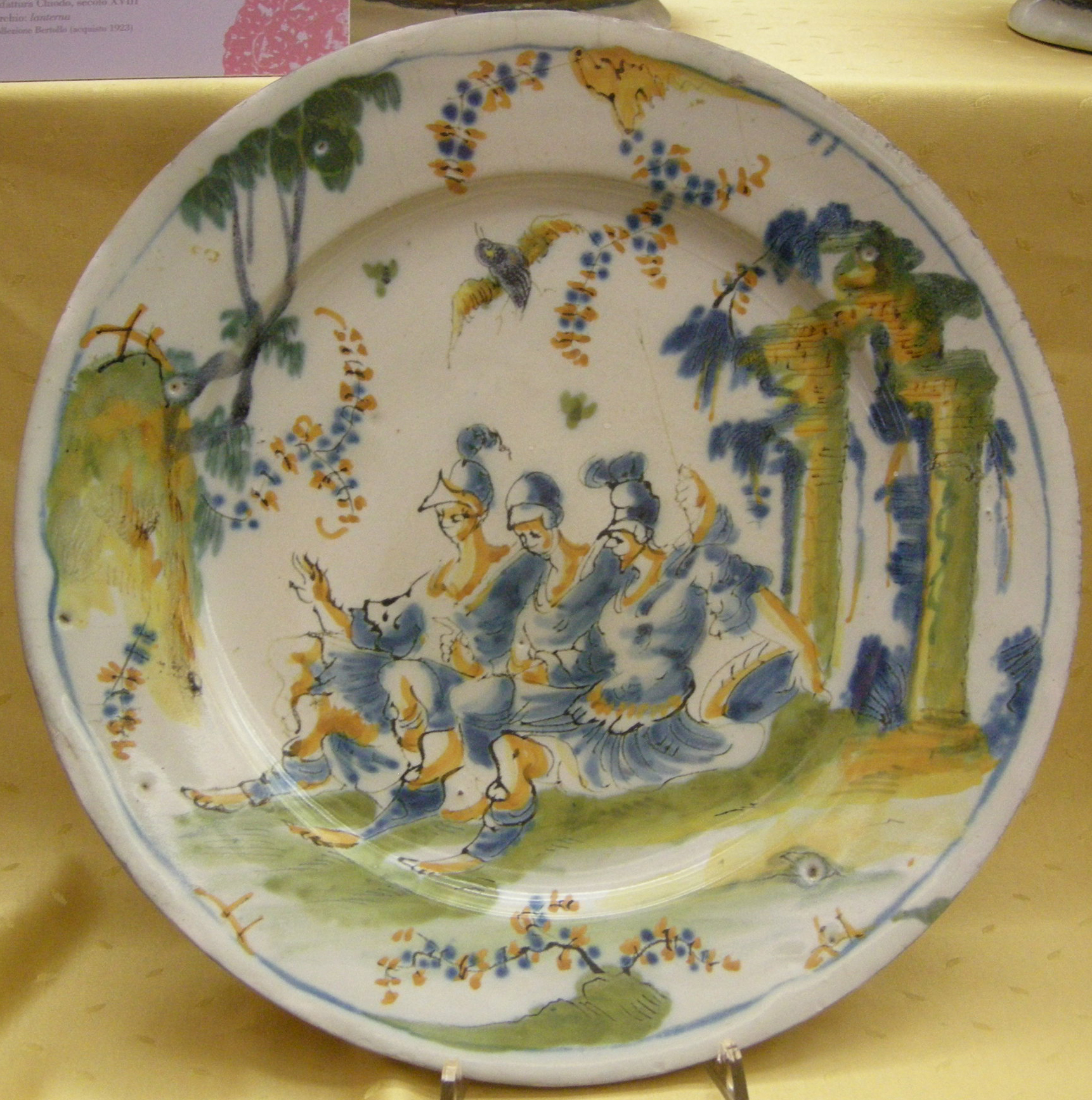
Manifattura Corradi, Albissola, piatto, secolo XVIII

I ceramisti tradizionali continuavano a lavorare oggetti di terracotta gialla ingobbiata, poi verniciata a solfuro di piombo, quindi decorata con l'utilizzo di stampi. Modellavano anche i pastori di Natale (detti macachi), venduti alle fiere di paese. Dal 1862 la manifattura Poggi iniziò a produrre in serie piatti bianchi di ceramica. Con Nicolò Poggi iniziava la ceramica artistica. I nomi eccellenti di questo periodo sono Giuseppe Piccone e Bausin Mazzotti.
Con il Futurismo Albissola si riempì di artisti: Tullio d'Albisola (pseudonimo di Tullio Mazzotti) pubblicò nel 1938 con Marinetti il Manifesto futurista della Ceramica e Aereoceramica, aprirono la strada ad altri, tra cui Manlio Trucco, Lucio Fontana, Giuseppe Capogrossi e Arturo Martini. Nel 1954 Enrico Baj e Asger Jorn idearono gli Incontri internazionali della ceramica, presso le Ceramiche Mazzotti.
Albissola partecipò alla Mostra di Arte applicate di Monza nel 1923, alle Esposizioni Universali di Parigi del 1925 e del 1937 e a quella di Berlino del 1938. 

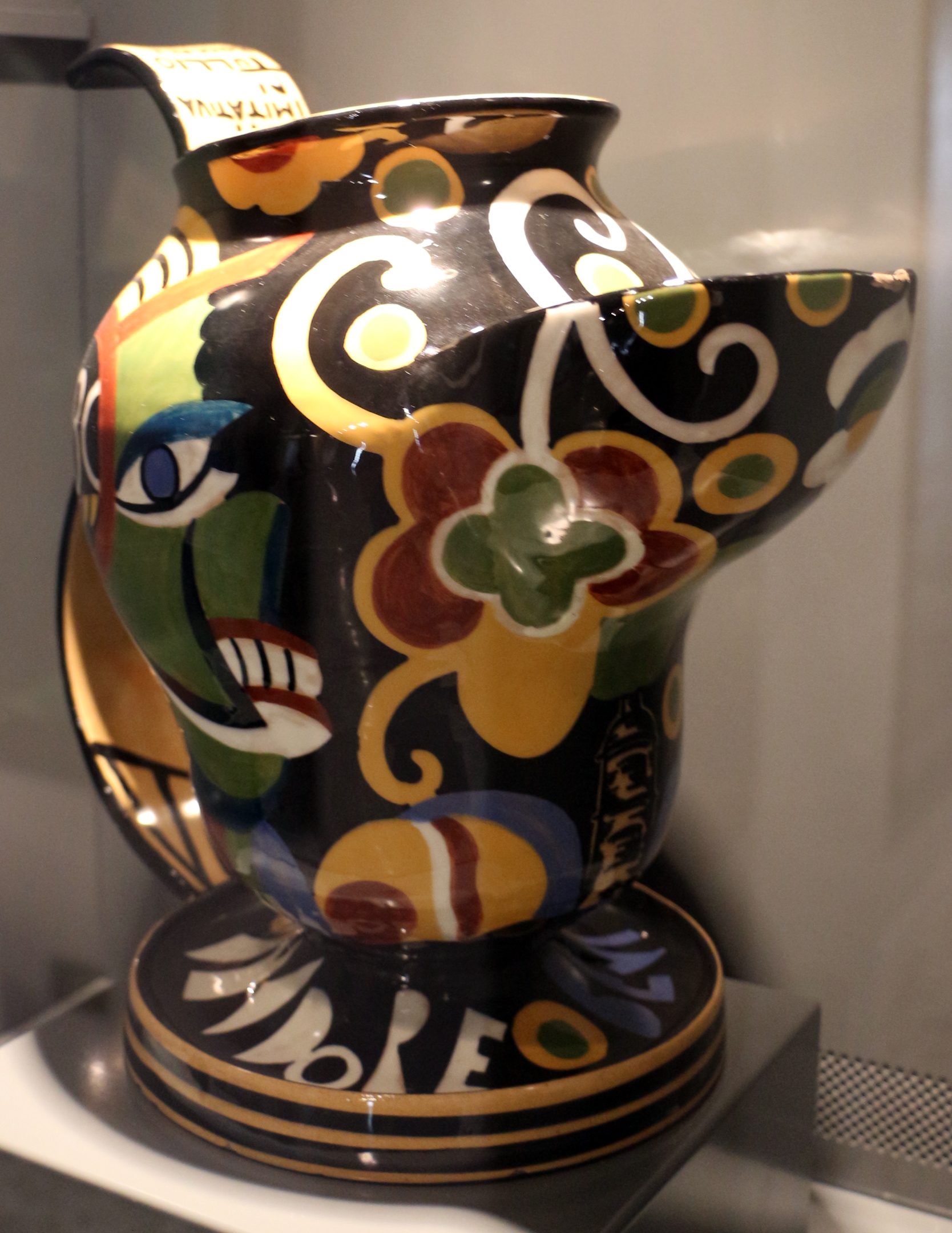
Tullio d'Albisola (Tullio Mazzotti), per casa Giuseppe Mazzotti, Boccale policentrico follia anti imitativa di Tullio, 1930

Tra gli altri artisti del Novecento e oltre, che hanno lavorato ceramiche nel territorio di Albissola si ricordano: Oscar Saccorotti (1898–1986), Antonio Sabatelli, in arte Saba Telli (1922–2001); il pittore e ceramista Ignazio Moncada (1932–2012); Eliseo Salino (1919-1999) che era anche scultore; Piero Maggioni (1931–1995) orafo e ceramista; la pittrice e ceramista Mirella Fiore (1936- ); Mario Gambetta (1886–1968), pittore, incisore e ceramista; Giovanni Acquaviva (1900–1971), pittore e ceramista futurista; Aurelio Caminati (1924–2012) pittore e ceramista; Ego Bianchi (1914–1957) pittore e ceramista; Umberto Piombino (1920-1985), ceramista e scultore; Emilio Scanavino (1922–1986) ceramista, pittore e scultore; Ideo Pantaleoni (1904–1993), pittore, scultore e litografo.
Il ceramista svedese Ansgar Elde (1933–2000), il pittore e ceramista Ignazio Moncada (1932–2012) e il pittore e scultore cubano Alfredo Sosabravo (1930- ) si sono serviti dei forni di fabbriche di Albissola.
Ad Albissola Marittima si svolge la "Rassegna Internazionale di Ceramica Contemporanea" è c'è il Museo Civico dell'Arte Contemporanea.

### Manifatture

#### Manifattura Chiodo
- Giovanni Battista Chiodo aprì la sua fabbrica a Savona, a metà del Seicento. Con l'aiuto del pittore lombardo Giovanni Antonio Guidobono rinnovò la decorazione della ceramica, dando vita a una rinascita, in Liguria, di questo artigianato.

Andrea Levantino è stato prima artigiano, poi direttore di questa fabbrica. La Manifattura, che rimase attiva fino al 1770, inglobò quella dei Grosso ed ebbe continue liti con il maiolicaro Bernardo Corradi. 

#### Manifattura Corradi
Ad Albissola i Corradi (o Conradi, o Conrado, o Corrado) erano ceramisti fin dal 1589.
- Bernardo Corradi iniziò la produzione che rimase tipica della ceramica savonese. Contraffaceva i tipi prodotti dai Chiodo, in particolare quelli marcati con la lanterna di Genova che distingueva le ceramiche Grosso, fabbrica inglobata dai Chiodo. Marcava le sue ceramiche con un tocco e le iniziali BC, più tardi usò una corona regale sostenuta da una A.
- Nicola Corradi divenne direttore della fabbrica di maioliche, fondata nel 1657, a Torino, da Carlo Emanuele di Savoia.
- Domenico Corradi fondò a Nevers una fabbrica, su invito di Luigi Gonzaga di Nevers. Di questa manifattura si ha notizia fino al 1672.

#### Manifattura Grosso
La famiglia Grosso iniziò la sua attività all'inizio del Seicento e nel 1641 ottenne l'autorizzazione di utilizzare il marchio con la lanterna di Genova. Nel 1698 la loro fabbrica e il loro marchio furono ceduti alla famiglia Chiodo. I Grosso realizzarono piatti e vasi decorati in blu, con scene mitologiche o religiose. Al Museo del Castello Sforzesco c'è un loro piatto con il Battesimo di Cristo.

#### Manifattura "Isola Ceramiche"
I proprietari sono Tonino Tortarolo e Federico Anselmo.

#### Giuseppe Mazzotti Manifattura Ceramiche
Fabbrica fondata nel 1903 da Giuseppe Bausin Mazzotti ad Albissola Marina.

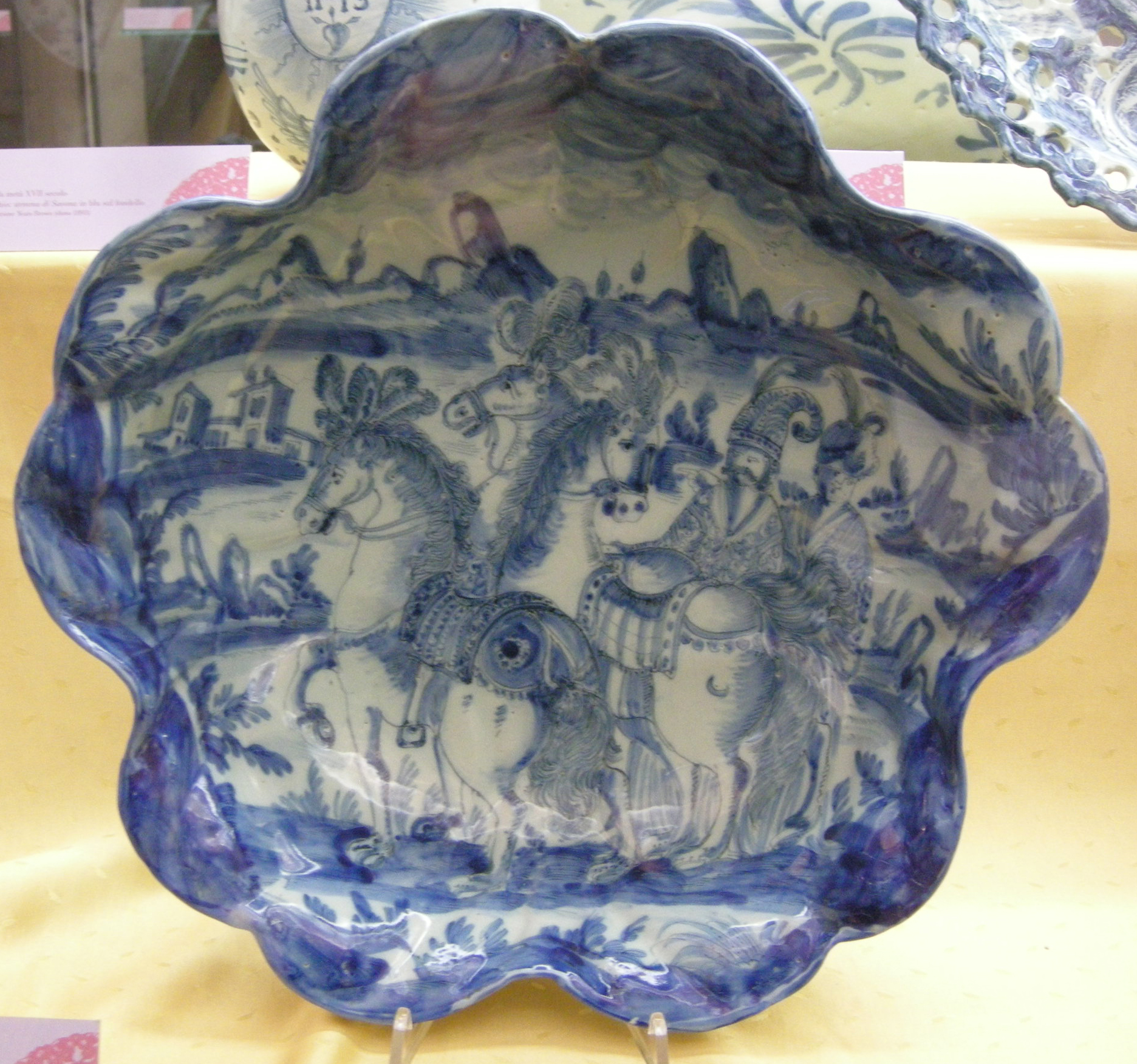
Manifattura Corradi, Albissola, bacile, XVII secolo

#### Manifattura Levantino
- Andrea Levantino, pittore, ceramista e decoratore. Si formò nella manifattura di ceramica savonese Chiodo e nella seconda metà del Settecento aprì una propria fornace. Si specializzò nella decorazione di minuti paesaggi, realizzati con pochi tratti che ricordavano le miniature comiche alla Callot e scelse i toni del giallo e del verde. Decorò ceramiche anche con il motivo detto a rovine. Introdusse il color manganese, nelle più delicate sfumature, anche quelle del rosa. Il piano nobile della villa Gavotti, dimora di villeggiatura ad Albisola Superiore dell'ultimo doge di Genova Francesco Maria Della Rovere, è stato decorato da Andrea Levantino con scene di vita agreste e quotidiana sulle pareti, sui vasi, sulle piastrelle di ceramica e sulle porte.
- Luigi Levantino, figlio di Andrea, morto in Toscana nel 1820. Ereditò la fabbrica paterna e continuò a produrre nello stile del padre.

Una ceramica Levantino è al Victoria and Albert Museum, altre ceramiche sono alla Galleria di Palazzo Rosso, a Genova.
Il marchio dei Levantino è un globo crucigero con le iniziali A.L per Andrea e L.L per Luigi.

#### Manifattura Poggi
- Nicolò Poggi (1865-1915), studiò all'Accademia Albertina e nel 1889, insieme al fratello Antonio, entrò in possesso della manifattura di ceramiche di Albissola "Maria Rosciano vedova Poggi & figli". Con il pittore torinese Luigi Quaglino la trasformò in "Quaglino & Poggi", società che durò fino al 1902 e che produsse vasi e piatti in stile Liberty. Nel 1905 acquistò la manifattura "Quinzio & Canepa" di Sampierdarena.

#### ManifatturaPozzo Garitta
- Bartolomeo Tortarolo, detto Bianco d'Albissola (1906-1978), modellatore di ceramica e fornaciaio, negli anni trenta del Novecento lavorava alla fabbrica di ceramiche artistiche "M.G.A." dei Mazzotti. Insieme a Umberto Ghersi, prima della guerra aprì la manifattura "Arte Casa", nota anche come "Pozzo Garitta". Di questa fornace si sono serviti ceramisti come Lucio Fontana, Asger Jorn, Emanuele Luzzati, Emilio Scanavino, Umberto Piombino, Beppe Domenici e Leandro Sciutto.

#### Manifattura Siccardi
Fabbrica attiva nel Settecento. La produzione migliore è in stile Guidobono, in colore turchino. Il marchio era una stella tra due punti e sotto la S. Un altro marchio era formato da triangoli intrecciati, a volte con la iniziale S.

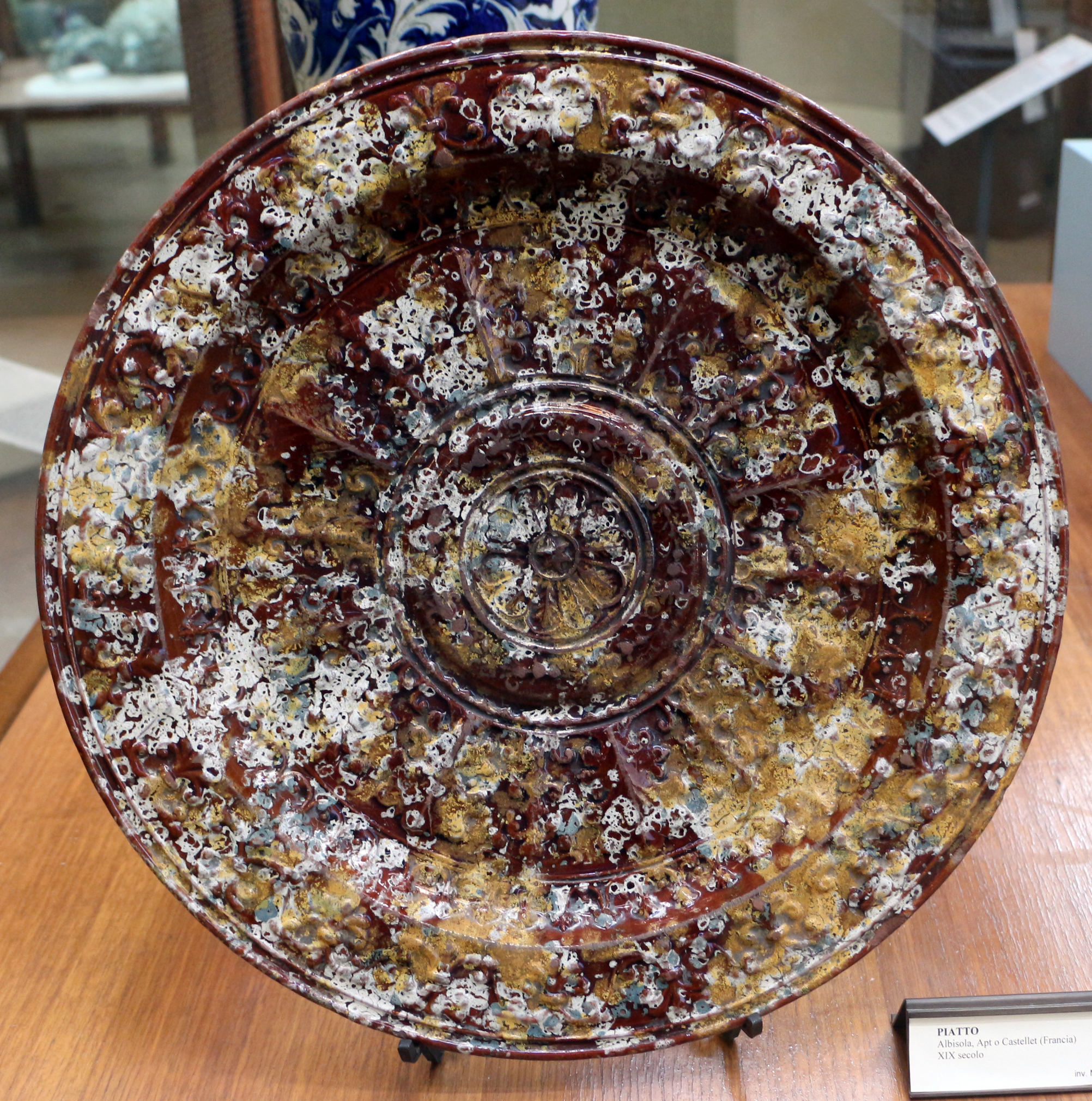
Albisola, piatto, XIX secolo (Castello Sforzesco)

#### Viglietti Ceramiche
- Bruno Viglietti, ceramista autodidatta, era custode della casa dell'avvocato Giuseppe Barile e di suo fratello Costantino. Nel 1977 aprì la "Viglietti Ceramiche", per produrre maioliche nello stile tipico albissolese: cioè ottocentesche, decò e futuriste.

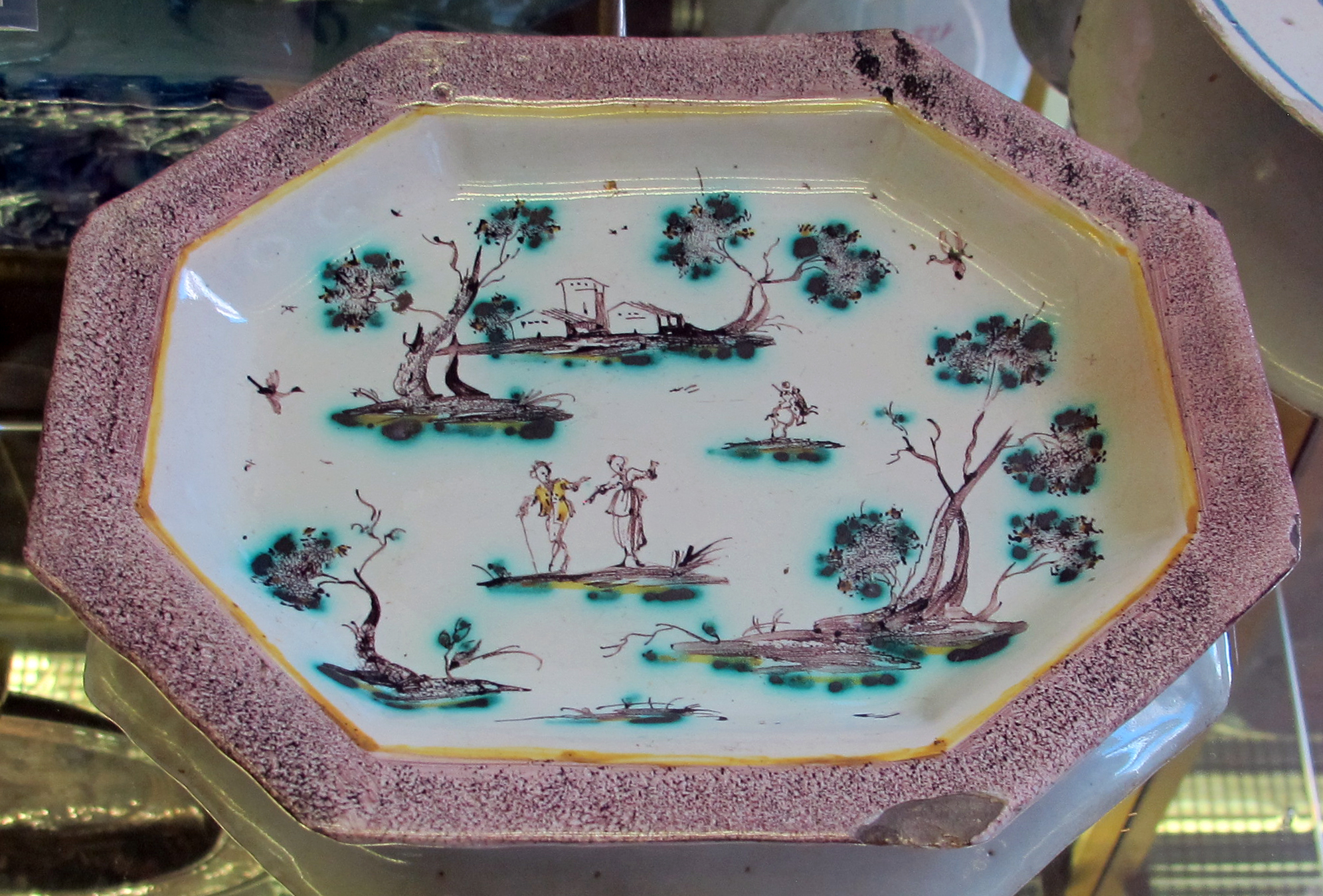
Andrea Levanantino, piattino con decoro in manganese rosa, 1750 circa

### Ceramiche sui transatlantici italiani
Dagli anni Venti ceramiche di Albissola furono utilizzate per apparecchiare le tavole e per la decorazione dei transatlantici della Navigazione Generale Italiana, della Società Italiana Trasporti Marittimi e del Lloyd Sabaudo. Quattro pannelli di Lucio Fontana, usciti dalla Mazzotti di Albisola, furono installati sul "Conte Grande"; Edoardo Alfieri realizzò ad Albissola gli studi per il pannello Il Convito, per la motonave "Giulio Cesare"; Emanuele Luzzati creò pannelli in ceramica per l'"Ausonia", per la "Stella Oceanis" e nel 1964 per la "Michelangelo", l'ultimo grande transatlantico italiano. La mostra "Pottery on board: Fontana, Alfieri, Luzzati e la ceramica di Albisola a bordo dei transatlantici italiani" si è svolta dal 2 aprile al 1º maggio 2016, allo spazio MUDA, Albissola Marina.